# Michele Monti
Michele Monti (Livorno, 5 de junio de 1970 - Roma, 8 de diciembre de 2018) fue un deportista italiano que compitió en judo. Ganó una medalla de bronce en el Campeonato Mundial de Judo de 1997 y una medalla de bronce en el Campeonato Europeo de Judo de 2004.

## Palmarés internacional
| Campeonato Mundial | Campeonato Mundial | Campeonato Mundial | Campeonato Mundial |
| Año                | Lugar              | Medalla            | Categoría          |
| ------------------ | ------------------ | ------------------ | ------------------ |
| 1997               | París (Francia)    | Medalla de bronce  | –86 kg             |
| Campeonato Europeo |                    |                    |                    |
| Año                | Lugar              | Medalla            | Categoría          |
| 2004               | Bucarest (Rumania) | Medalla de bronce  | –100 kg            |